# Krupka
Pour l’article homonyme, voir Krupka (Łódź).
Krupka (en allemand : Graupen) est une commune du district de Teplice, dans la région d'Ústí nad Labem, en République tchèque. Sa population s'élevait à 12 710 habitants en 2023.

## Géographie
Krupka est située au pied des monts Métallifères, à 5 km au nord-est de Teplice et à 80 km au nord-ouest de Prague. Le centre-ville (Bohosudov) se trouve à 262 m d'altitude. Le point culminant, Komáří vížka, en haut des monts Métallifères atteint 807 m.
La commune est limitée par l'Allemagne et Petrovice au nord, par Telnice, Chlumec, Přestanov et Chabařovice à l'est, par Modlany, Srbice et Teplice au sud, et par Proboštov et Dubí à l'ouest.

## Histoire
La ville est célèbre pour son passé minier. Pendant des siècles, on a extrait de l'étain mais aussi de l'argent, du tungstène et du fluorite. Les versants des montagnes couvertes de hêtres et de conifères recouvrent de nombreuses anciennes mines.
Le nom de la ville est dérivé du tchèque ancien krupý (« grand, étendu ») et non, comme souvent indiqué à tort, du coulis d'étain, qui est exploité depuis l'Antiquité.

## Population
Recensements (*) ou estimations de la population :
| 1869* | 1880*  | 1890*  | 1900*  | 1910*  | 1921*  |
| ----- | ------ | ------ | ------ | ------ | ------ |
| 8 582 | 10 778 | 11 826 | 13 952 | 14 635 | 14 507 |

| 1930*  | 1950* | 1961* | 1970* | 1980* | 1991*  |
| ------ | ----- | ----- | ----- | ----- | ------ |
| 16 096 | 8 275 | 9 059 | 8 729 | 9 336 | 12 620 |

| 2001*  | 2011*  | 2014   | 2015   | 2016   | 2017   |
| ------ | ------ | ------ | ------ | ------ | ------ |
| 13 318 | 13 147 | 13 269 | 13 114 | 12 955 | 12 788 |

| 2018   | 2019   | 2020   | 2021*  | 2022   | 2023   |
| ------ | ------ | ------ | ------ | ------ | ------ |
| 12 697 | 12 624 | 12 633 | 12 106 | 12 365 | 12 710 |

## Galerie

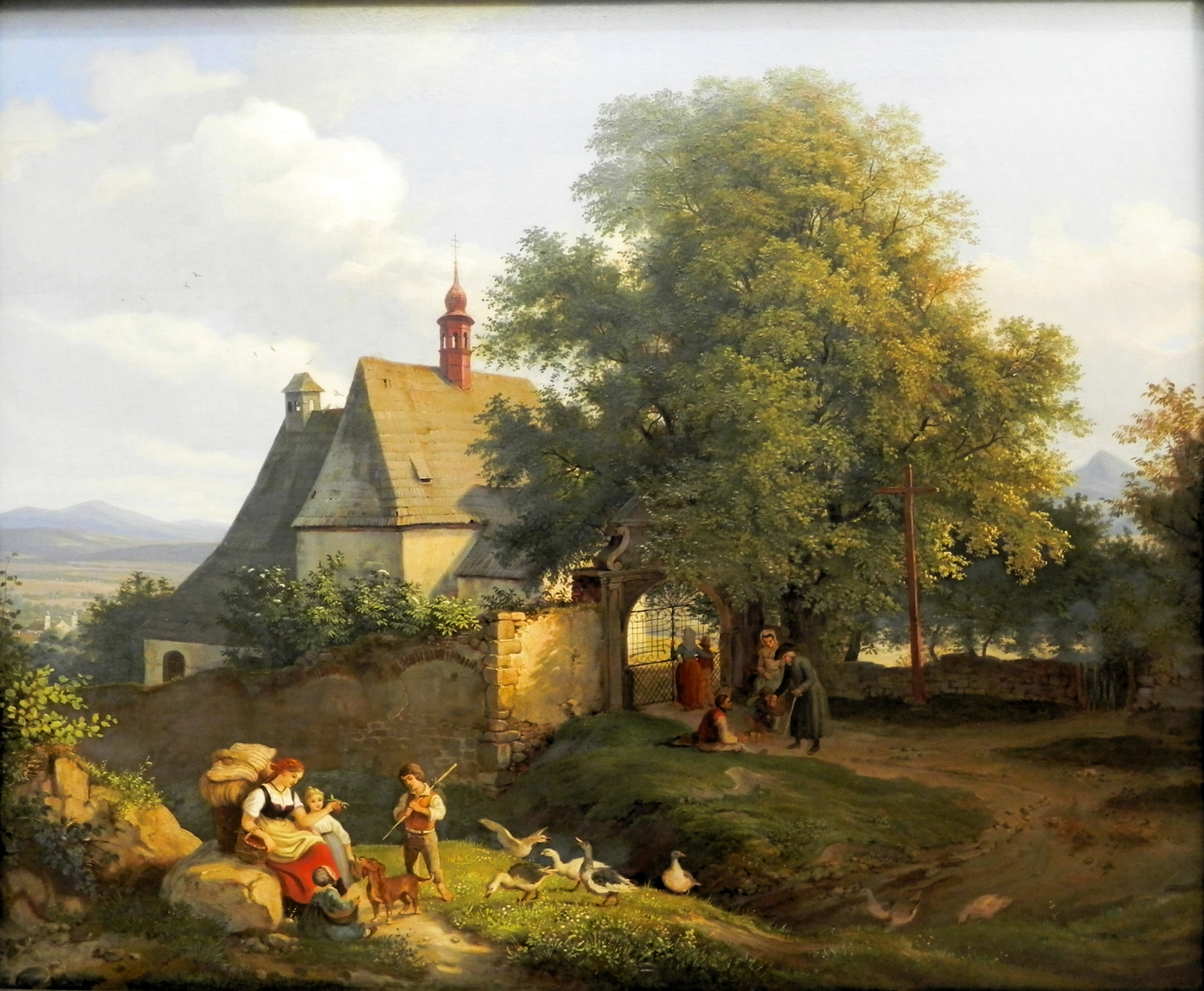
Église Sainte-Anne vers 1836, par Ludwig Richter.
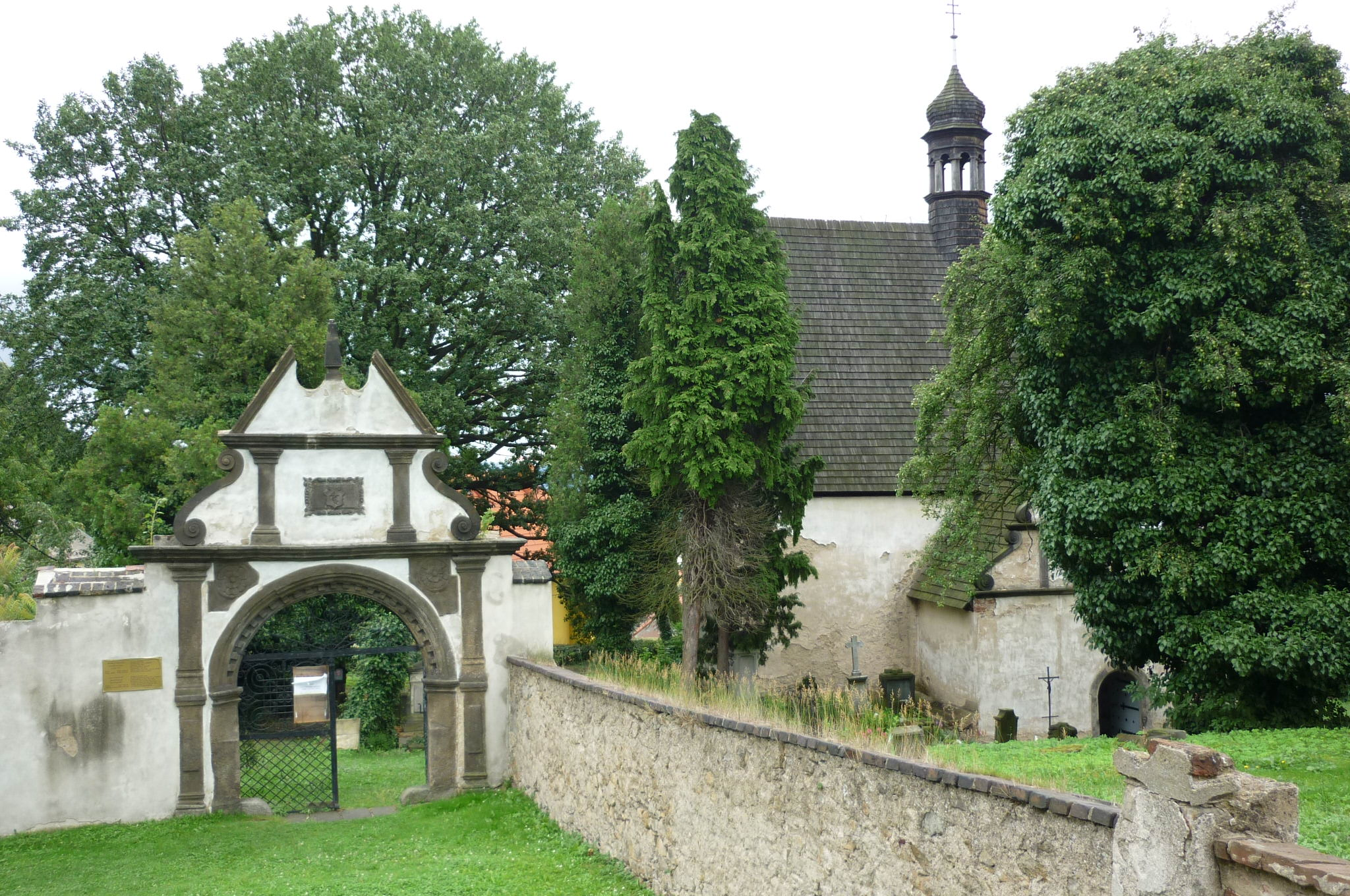
Église Sainte-Anne de nos jours.

## Transports
Par la route, Krupka se trouve à 7 km de Teplice, à 17 km d'Ústí nad Labem et à 95 km de Prague.